# Natoya Goule
Natoya Goule (Manchester Parish, 30 marzo 1991) è una mezzofondista giamaicana.

## Palmarès
| Anno | Manifestazione          | Sede           | Evento        | Risultato  | Prestazione | Note                                     |
| ---- | ----------------------- | -------------- | ------------- | ---------- | ----------- | ---------------------------------------- |
| 2006 | Campionati CAC juniores | Port of Spain  | 800 m piani   | Oro        | 2'09"15     |                                          |
| 2006 | Campionati CAC juniores | Port of Spain  | 1200 m piani  | Oro        | 3'33"74     |                                          |
| 2006 | Campionati CAC juniores | Port of Spain  | 4×400 m       | Oro        | 3'45"31     |                                          |
| 2007 | Mondiali allievi        | Ostrava        | 800 m piani   | Semifinale | 2'08"37     |                                          |
| 2008 | Mondiali juniores       | Bydgoszcz      | 800 m piani   | Batteria   | 2'09"55     |                                          |
| 2008 | Mondiali juniores       | Bydgoszcz      | 4×400 m       | Batteria   | 3'38"00     |                                          |
| 2010 | Campionati CAC juniores | Santo Domingo  | 800 m piani   | Oro        | 2'07"20     |                                          |
| 2010 | Mondiali juniores       | Moncton        | 800 m piani   | Semifinale | 2'05"07     |                                          |
| 2010 | Mondiali juniores       | Moncton        | 4×400 m       | Bronzo     | 3'32"24     |                                          |
| 2011 | Campionati CAC          | Mayagüez       | 800 m piani   | Bronzo     | 2'02"83     |                                          |
| 2011 | Campionati CAC          | Mayagüez       | 4×400 m       | Oro        | 3'29"86     |                                          |
| 2013 | Campionati CAC          | Morelia        | 800 m piani   | Oro        | 2'02"02     |                                          |
| 2013 | Campionati CAC          | Morelia        | 4×400 m       | dq         | dq          |                                          |
| 2013 | Mondiali                | Mosca          | 800 m piani   | Batteria   | 2'00"93     |                                          |
| 2014 | Mondiali indoor         | Sopot          | 800 m piani   | Batteria   | 2'01"89     | Miglior prestazione personale            |
| 2014 | Mondiali indoor         | Sopot          | 4×400 m       | Argento    | 3'26"54     | [ 1 ]                                    |
| 2014 | World Relays            | Nassau         | 4×800 m       | 4ª         | 8'17"22     | Record nazionale                         |
| 2014 | Giochi del Commonwealth | Glasgow        | 800 m piani   | Semifinale | 2'04"23     |                                          |
| 2015 | World Relays            | Nassau         | 4×400 m       | Argento    | 3'22"49     |                                          |
| 2015 | World Relays            | Nassau         | 4×800 m       | 5ª         | 8'16"04     | Record nazionale                         |
| 2015 | Mondiali                | Pechino        | 800 m piani   | Batteria   | 2'02"37     |                                          |
| 2016 | Mondiali indoor         | Portland       | 800 m piani   | Batteria   | 2'08"23     |                                          |
| 2016 | Giochi olimpici         | Rio de Janeiro | 800 m piani   | Batteria   | 2'00"49     |                                          |
| 2017 | World Relays            | Nassau         | 4×400 m misti | Bronzo     | 3'20"26     |                                          |
| 2017 | Mondiali                | Londra         | 800 m piani   | Batteria   | 2'01"77     |                                          |
| 2018 | Mondiali indoor         | Birmingham     | 800 m piani   | Batteria   | 2'02"49     |                                          |
| 2018 | Giochi del Commonwealth | Gold Coast     | 800 m piani   | Bronzo     | 1'58"82     | Miglior prestazione personale            |
| 2018 | Campionati NACAC        | Toronto        | 800 m piani   | Argento    | 1'57"95     |                                          |
| 2019 | Giochi panamericani     | Lima           | 800 m piani   | Oro        | 2'01"26     |                                          |
| 2019 | Giochi panamericani     | Lima           | 4×400 m       | Bronzo     | 3'27"61     |                                          |
| 2019 | Mondiali                | Doha           | 800 m piani   | 6ª         | 2'00"11     |                                          |
| 2021 | Giochi olimpici         | Tokyo          | 800 m piani   | 8ª         | 1'58"26     |                                          |
| 2022 | Mondiali indoor         | Belgrado       | 800 m piani   | 4ª         | 2'01"18     |                                          |
| 2022 | Mondiali                | Eugene         | 800 m piani   | 5ª         | 1'57"90     | Miglior prestazione personale stagionale |
| 2022 | Giochi del Commonwealth | Birmingham     | 800 m piani   | 4ª         | 1'57"88     | Miglior prestazione personale stagionale |
| 2022 | Giochi del Commonwealth | Birmingham     | 4×400 m       | Argento    | 3'26"93     |                                          |
| 2023 | Mondiali                | Budapest       | 4×400 m mista | Batteria   | 3'14"05     |                                          |
| 2024 | Mondiali indoor         | Glasgow        | 800 m piani   | Semifinale | 2'01"41     |                                          |
| 2024 | Giochi olimpici         | Parigi         | 800 m piani   | Semifinale | 1'59"14     |                                          |

## Altre competizioni internazionali
2018
- Bronzo in Coppa continentale ( Ostrava), 800 m piani - 1'57"36